# Huécija (kommunhuvudort)
Huécija är en kommunhuvudort i Spanien.   Den ligger i provinsen Provincia de Almería och regionen Andalusien, i den södra delen av landet, 400 km söder om huvudstaden Madrid. Huécija ligger 411 meter över havet och antalet invånare är 550.
Terrängen runt Huécija är huvudsakligen kuperad, men västerut är den bergig. Runt Huécija är det ganska tätbefolkat, med 83 invånare per kvadratkilometer. Närmaste större samhälle är Almería, 19,6 km sydost om Huécija. Omgivningarna runt Huécija är i huvudsak ett öppet busklandskap.